# Swiss Olympic
Swiss Olympic es una organización pública independiente que promueve y difunde el Movimiento Olímpico y gestiona la participación de Suiza en los Juegos Olímpicos. Funge a la vez como Asociación Deportiva y como Comité Olímpico nacional.
Es miembro del 
Comité Olímpico Internacional (COI) y de Comités Olímpicos Europeos. Su sede está en Ittigen y el presidente desde 2016 es el político Jürg Stahl.
Fue fundada y reconocida por el COI en 1912. Entre 1912 y 1997 su nombre oficial era Comité Olímpico Suizo y entre 1997 y 2001, Federación Olímpica Suiza.

## Presidentes
| Presidente                  | Período   |
| --------------------------- | --------- |
| Godefroy de Blonay          | 1912-1915 |
| Marcel Meyer de Stadelhofen | 1915-1921 |
| Paul Reinbold               | 1921-1922 |
| Arthur Fonjallaz            | 1922-1923 |
| William Hirschy             | 1923-1937 |
| Marcel Henninger            | 1937-1965 |
| Raymond Gafner              | 1965-1985 |
| Daniel Plattner             | 1985-1996 |
| René Burkhalter             | 1996-2000 |
| Walter Kägi                 | 2000-2005 |
| Jörg Schild                 | 2006-2016 |
| Jürg Stahl                  | 2017-0    |
| Fuente: olympedia.org.      |           |